# Victoires (roman)
Pour les articles homonymes, voir Victoire.
Ne doit pas être confondu avec le roman de Joseph Conrad : Victoire
 (juillet 2025).
Motif : existe. Est-ce qu'il est admissible ? Aucune source ne me l'a démontré.
- Archive Wikiwix
- Bing
- Cairn
- DuckDuckGo
- E. Universalis
- Gallica
- Google
- G. Books
- G. News
- G. Scholar
- Persée
- Qwant
- (zh) Baidu
- (ru) Yandex
- (wd) trouver des œuvres sur Wikidata

| 1. | Préciser le motif de la pose du bandeau. | Précisez le motif de la pose du bandeau en utilisant la syntaxe suivante : {{admissibilité à vérifier\|date=juillet 2025\|motif=remplacez ce texte par le motif}}                      |
| 2. | Informer les utilisateurs concernés.     | Pensez à avertir le créateur de l'article, par exemple, en insérant le code ci-dessous sur sa page de discussion : {{subst:avertissement admissibilité à vérifier\|Victoires (roman)}} |

Victoires (titre original : Winners) est un roman écrit par Danielle Steel, paru aux États-Unis en 2013 puis en France en 2015.

## Résumé
Vers 2015 à Squaw valley (Californie), Lily, 17 ans, qui a pour ambition de participer aux eux Olympiques d'hiver, chute d'un télésiège. Jessie, 39 ans, neurochirurgienne, l'opère de la moelle, sans espoir pour ses jambes. En finissant, elle apprend que son mari est mort[pas clair]. Lily rentre à Denver (Colorado) après un mois. Elle va passer 3 mois en rééducation avec Craig. Bill, père de Lily, fait tout pour sa fille : il achète un ancien centre de rééducation qu'il baptise Lily, fait adapter son logement, lui achète une voiture adaptée. Sa fille s'entraine pour les jeux para-olympiques de ski. Lilly quitte Craig. Elle retourne au lycée. Bill  Jessie accepte le poste de directrice médicale d centre Lily. Lily fatermine deuxième aux Jeux para-olympiques. Elle va à la fac de Princeton (New Jersey). Bill déclare sa flamme à Jessie.